# Mahavamsa
O Mahavansha, também conhecido como Maha Wansha (no idioma pãli: 'a grande crônica') é um registro histórico acerca de monarcas budistas, assim como também de reis drávidas do Sri Lanka. Abarca desde o período do rei Vijaya (543 a.C.) até o reinado do rei Mahasena (334-361).